# Jan Lievens
Jan Lievens (født 24. oktober 1607 i Leiden, Nederlandene, død 4. juni 1674) var en hollandsk kunstmaler, hvis malerstil ofte blev sammenlignet med den samtidige Rembrandts.
Lievens var søn af Lieven Hendriksze, der var tapetserer, og blev oplært af Joris Verschoten. "I en alder af omkring 10 år" kom han i en toårig periode i lære hos Pieter Lastman i Amsterdam. Herefter begyndte han sin karriere "i en alder af omkring 12 år" i Leiden.